# Étoile ferroviaire de Caen

L'étoile ferroviaire de Caen en 1905

L'étoile ferroviaire de Caen est un ancien réseau ferroviaire à six branches constitué autour des deux gares de la ville de Caen à partir de 1855.

La plupart des lignes créées au XIXe siècle ont disparu dans la deuxième partie du XXe siècle. Toutefois une bonne part des anciennes plates-formes ferroviaires a été préservée et certaines ont été transformées en voies routières (boulevard Weygand, etc.) ou en chemins pédestres (promenade Napoléon, ligne Caen-Laval à Fleury-sur-Orne, etc.). On peut les distinguer sur les photos aériennes (Google Maps, Géoportail).

## Ouverture des lignes ferroviaires

### Ligne ferroviaire ouverte au trafic marchandise et voyageur
| Ligne de Mantes-la-Jolie à Cherbourg (n°366000) | Ligne de Mantes-la-Jolie à Cherbourg (n°366000) | Ligne de Mantes-la-Jolie à Cherbourg (n°366000)          |
| Ouverture                                       | Destinations                                    | Détails                                                  |
| ----------------------------------------------- | ----------------------------------------------- | -------------------------------------------------------- |
| 29 décembre 1855                                | Mantes-la-Jolie - Mondeville (gare provisoire)  | Prolongement de la ligne de Mantes à Lisieux             |
| 24 juin 1857                                    | Mantes-la-Jolie - Caen                          | Ouverture de la gare de Caen (gare de l'Ouest ou d'État) |
| 17 juillet 1858                                 | Mantes-la-Jolie - Cherbourg                     | Prolongement de la ligne de Mantes à Caen                |

| Ligne de Caen à Cerisy-Belle-Étoile (n°412000) | Ligne de Caen à Cerisy-Belle-Étoile (n°412000) | Ligne de Caen à Cerisy-Belle-Étoile (n°412000) |
| Ouverture                                      | Destinations                                   | Détails                                        |
| ---------------------------------------------- | ---------------------------------------------- | ---------------------------------------------- |
| 10 mai 1873                                    | Caen - Flers                                   | Prolongement de la ligne Cerisi - Berjou       |

| Ligne de Caen à la mer (hors réseau SNCF) | Ligne de Caen à la mer (hors réseau SNCF) | Ligne de Caen à la mer (hors réseau SNCF)                                    |
| Ouverture                                 | Destinations                              | Détails                                                                      |
| ----------------------------------------- | ----------------------------------------- | ---------------------------------------------------------------------------- |
| 30 juin 1875                              | Caen-Saint-Martin - Luc                   |                                                                              |
| 31 août 1876                              | Caen-Saint-Martin - Courseulles           | Prolongement de Caen-Saint-Martin - Luc jusqu'à Saint-Aubin puis Courseulles |
| 12 septembre 1877                         | Caen-Saint-Martin - Caen-Ouest            | Raccordement entre les deux gares                                            |

| Ligne de Caen à Dozulé - Putot (n°380000) | Ligne de Caen à Dozulé - Putot (n°380000) | Ligne de Caen à Dozulé - Putot (n°380000)                                |
| Ouverture                                 | Destinations                              | Détails                                                                  |
| ----------------------------------------- | ----------------------------------------- | ------------------------------------------------------------------------ |
| 1er mai 1881                              | Caen - Dozulé-Putot                       | Correspondance avec Mézidon - Dives prolongée en 1882 jusqu'à Deauville. |

| Ligne de Caen à Vire (n°413000) | Ligne de Caen à Vire (n°413000) | Ligne de Caen à Vire (n°413000)         |
| Ouverture                       | Destinations                    | Détails                                 |
| ------------------------------- | ------------------------------- | --------------------------------------- |
| 22 août 1886                    | Caen - Aunay-St Georges         |                                         |
| 1er juin 1891                   | Caen - Vire                     | Prolongement de Caen - Aunay-St Georges |

### Ligne ferroviaire ouverte au trafic marchandise uniquement
| Raccordement du port de Caen (n°383300) | Raccordement du port de Caen (n°383300) | Raccordement du port de Caen (n°383300) |
| Ouverture                               | Destinations                            | Détails                                 |
| --------------------------------------- | --------------------------------------- | --------------------------------------- |
| 1857                                    | Vers le bassin Saint-Pierre             |                                         |
|                                         | Vers le nouveau bassin                  |                                         |
|                                         | Vers le bassin de Calix                 |                                         |

| Chemin de fer minier (hors réseau SNCF) | Chemin de fer minier (hors réseau SNCF)                                                             | Chemin de fer minier (hors réseau SNCF) |
| Ouverture                               | Destinations                                                                                        | Détails                                 |
| --------------------------------------- | --------------------------------------------------------------------------------------------------- | --------------------------------------- |
| 1920                                    | Port de Caen (gare de Clopée) - Société métallurgique de Normandie - Mines de Soumont-Saint-Quentin | Chemin de fer minier à voie normale     |

## Gares et haltes
Plusieurs gares et haltes desservaient la commune de Caen. 
Les deux principales étaient : 
- l'actuelle gare de Caen (aussi appelée gare de Caen-Ouest et gare de Caen-État) au sud du centre-ville,
- l'ancienne gare de Caen-Saint-Martin, sis Place du Canada, au nord du centre-ville.

Il existait également des haltes sur la ligne de Caen à la mer :
- halte de la Maladrerie à l'ouest, ouverte le 5 mai 1878 sur le raccordement vers le réseau de l'Ouest,
- halte de Couvrechef  au nord, ouverte en 1880[2],
- gare Saint-Julien, établie en 1938 pour les trains direct reliant Paris à Courseulles[3].

| \| Gare SNCF · (anc. de l'Ouest ; de l'État) Gare Saint-Martin Gare Saint-Julien Gare Saint-Pierre Halte de la Maladrerie Halte de Couvrechef \| Les gares et haltes de Caen |
| Gare SNCF · (anc. de l'Ouest ; de l'État) Gare Saint-Martin Gare Saint-Julien Gare Saint-Pierre Halte de la Maladrerie Halte de Couvrechef                                   |

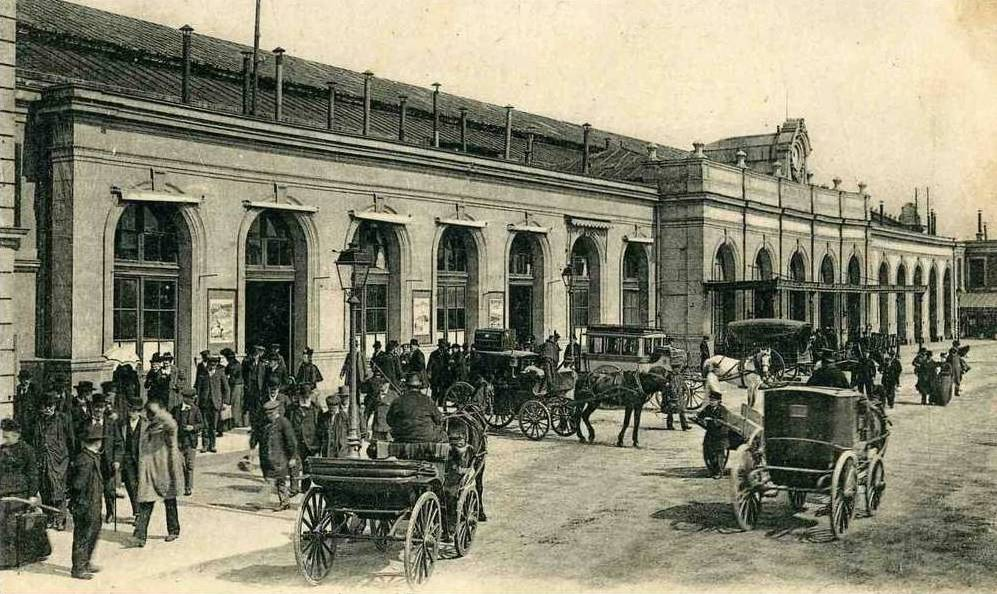
Gare de Caen-Ouest ou État
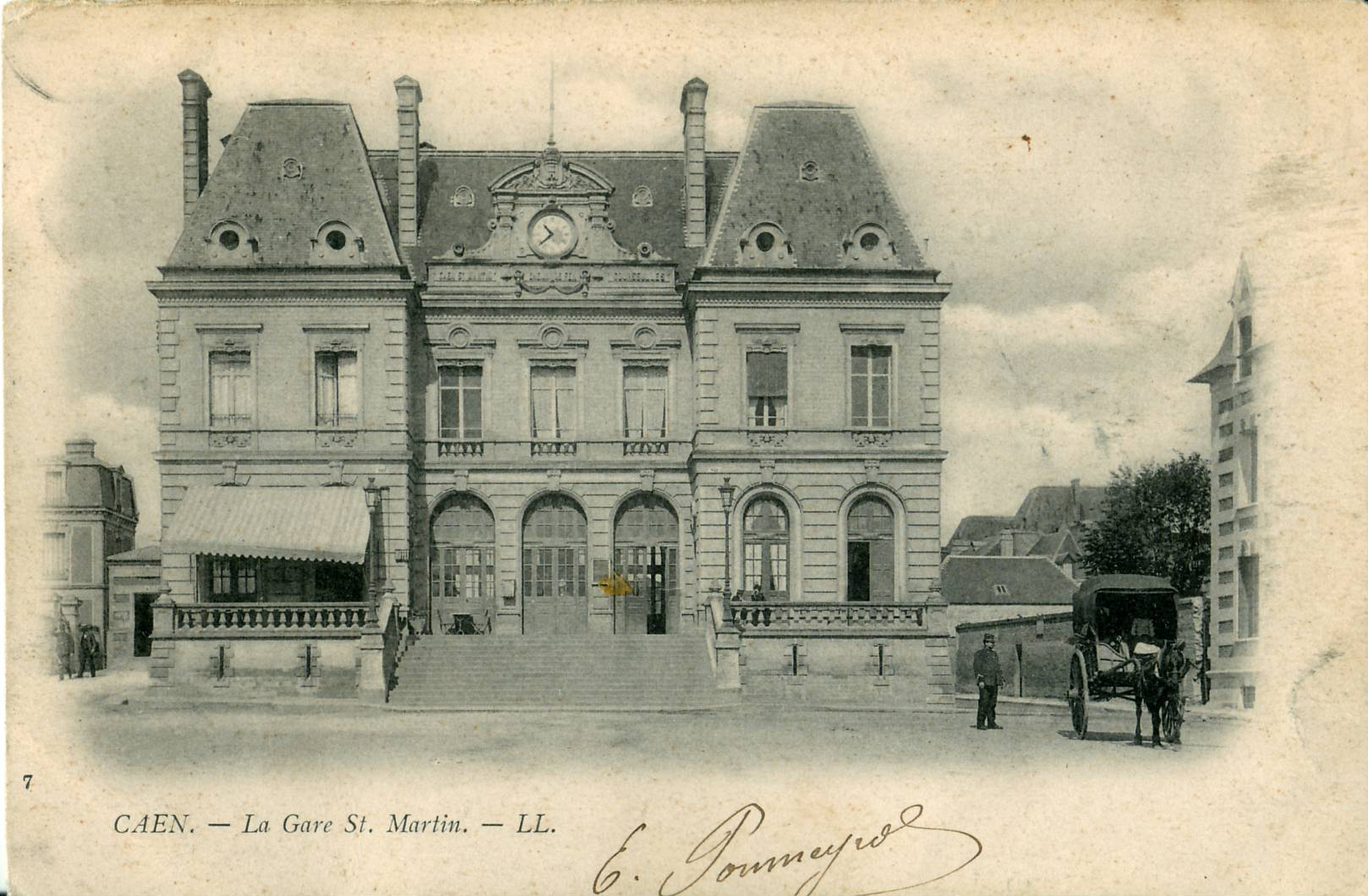
Gare de Caen-Saint-Martin
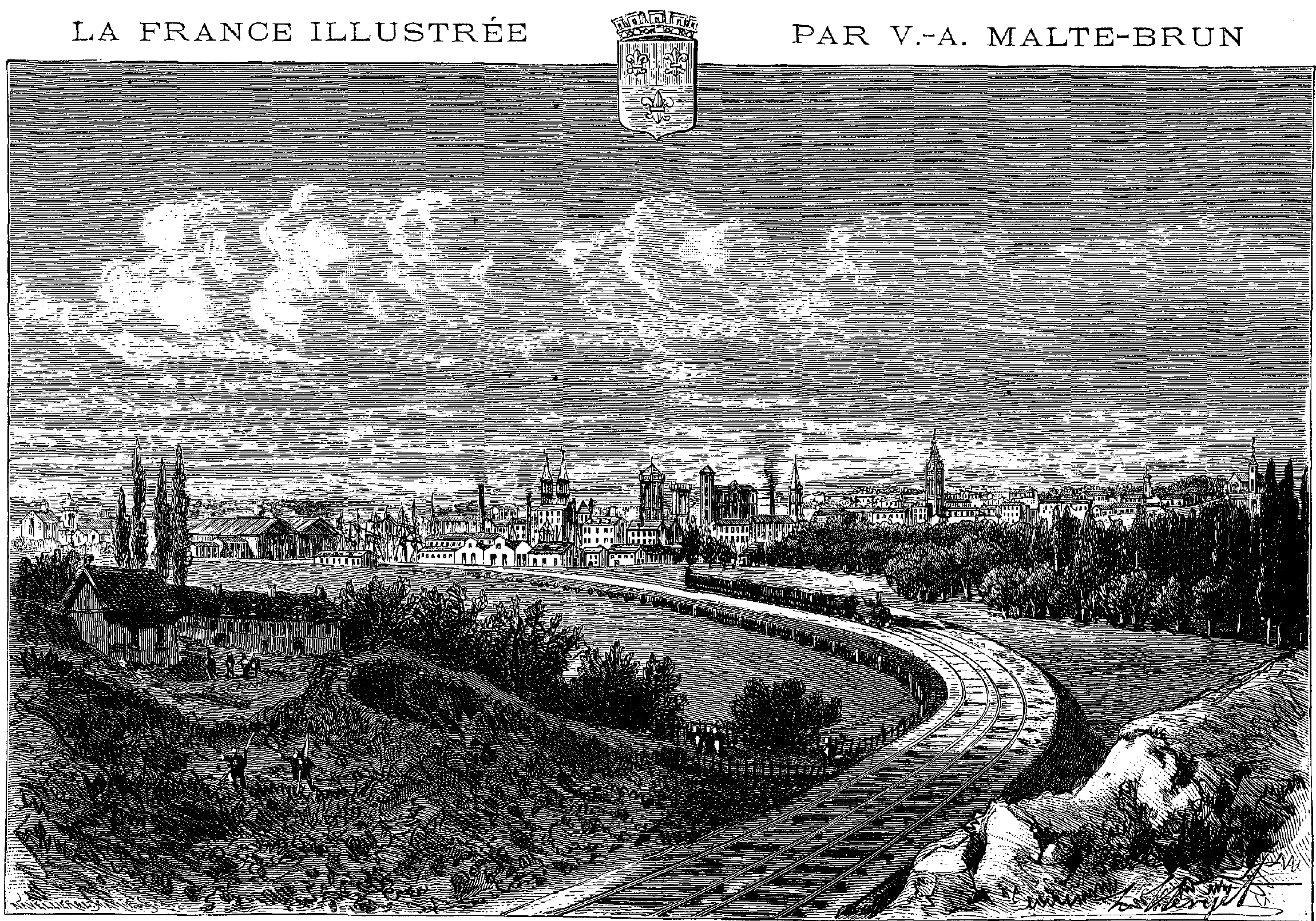
La gare de Caen dans la France illustrée

## Fermeture des lignes
Du fait de la concurrence accrue de l'automobile, plusieurs lignes ont été fermées à la circulation à partir des années 1930, puis déclassées.
- Ligne de Caen à Dozulé - Putot 
  - Trafic voyageurs : 1er mars 1938
  - Trafic marchandises : limité à Troarn, puis Giberville dans les années 1950 ; fermeture définitive dans les années 1970

- Chemin de fer minier Caen - Soumont-Saint-Quentin

- Ligne de Caen à Cerisy-Belle-Étoile 
  - Trafic voyageurs : 31 mai 1970
  - Trafic marchandises : décembre 1979

- Ligne de Caen à Vire
  - Trafic voyageurs : 1er mars 1938
  - Trafic marchandises : limité à Jurques, puis Aunay-Saint-Georges, puis Louvigny en 1972 ; fermeture définitive en 1989

- Ligne de Caen à la mer
  - Trafic voyageurs : 1er avril 1954
  - Trafic marchandises : limité à l'avenue de Creully (Caen) ; fermeture définitive en 1970

Seules la ligne de Mantes-la-Jolie à Cherbourg et ses différentes branches sont desservies par les trains Nomad qui, depuis le 1er janvier 2020, réunissent les ex TER Basse-Normandie et les ex Intercités . La desserte du port est également assurée, même si le nombre d'embranchements industriels s'est considérablement réduit. Il n'y a pas de projet concret pour l'instant concernant l'ouverture de voies nouvelles, la ligne nouvelle Paris-Normandie n'ayant pas été soumise au débat public et la réouverture de la ligne Caen - Flers régulièrement envisagée n'étant pas programmée à court terme. Techniquement, Caen n'est donc plus une étoile ferroviaire puisque le réseau s'organise autour d'un axe unique, les quatre autres branches ayant été fermées. Du point de vue de l'organisation du service commercial, la gare de Caen reste toutefois au cœur d'un réseau inter-régional relativement important grâce aux lignes s'embranchant sur l'axe Paris-Caen à partir des gares de Mézidon (vers Tours), Lisieux (vers la Côte Fleurie), Serquigny (vers Rouen) et de Lison (vers Rennes).

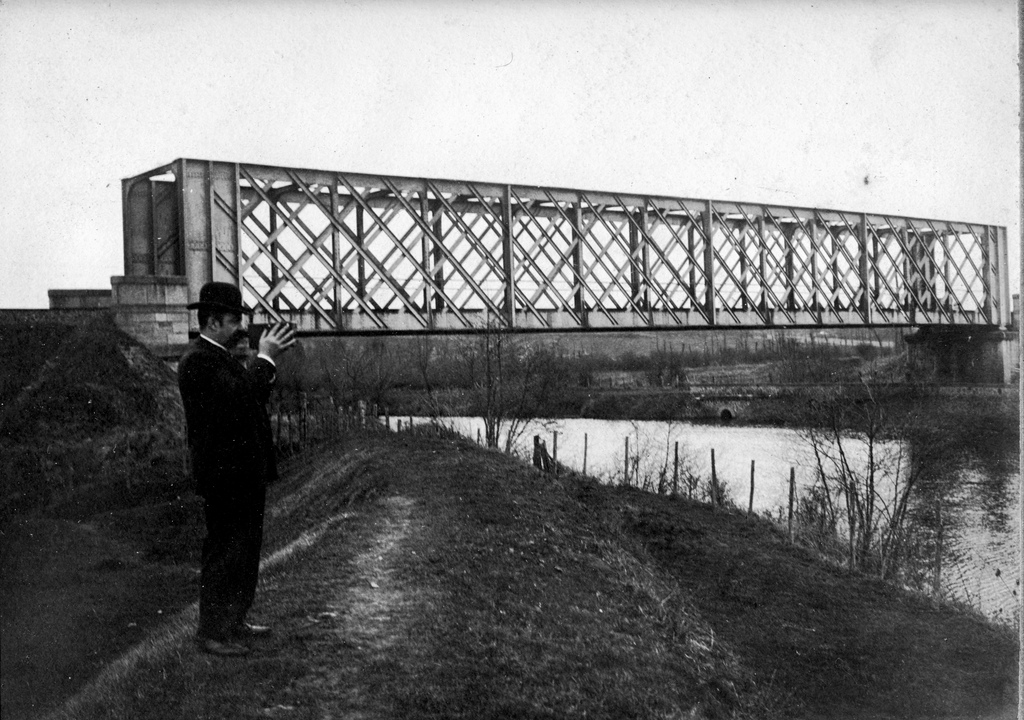
Pont de Fleury sur la ligne de Caen à Cerisy-Belle-Étoile
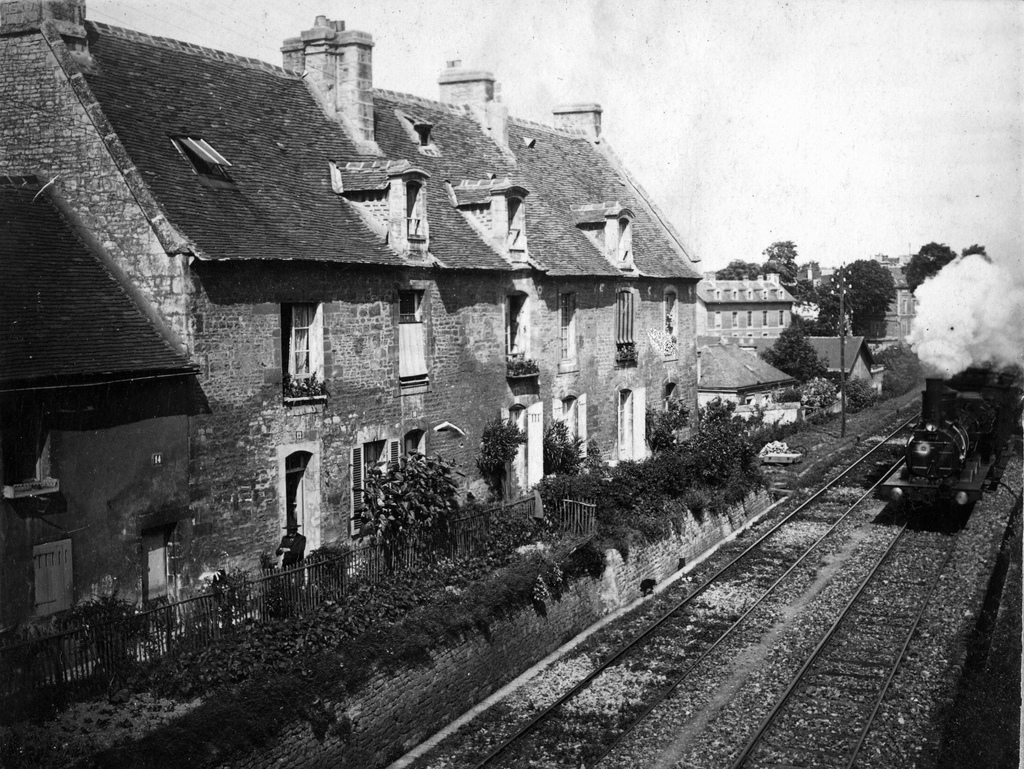
Ligne de Mantes-la-Jolie à Cherbourg à travers Vaucelles
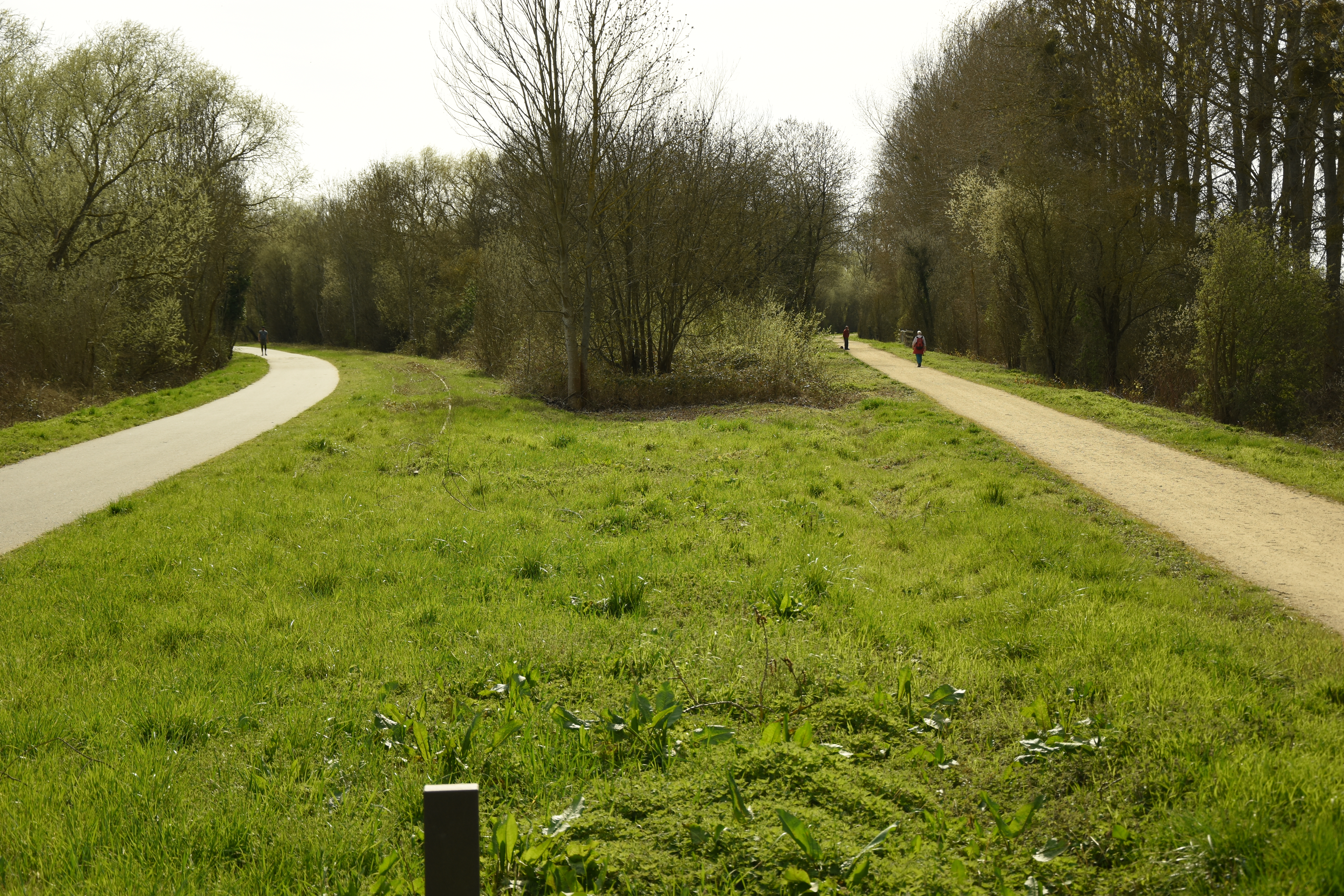
Ancienne bifurcation des lignes vers Vire et Flers